# Mała Rówień
Mała Rówień – przysiółek Barcic, w województwie małopolskim, w gminie Stary Sącz, położony w całości na prawym brzegu Popradu, na wysokości 330–360 m n.p.m. Przez Małą Rówień płynie bystry potok Bogusławiec który wpada do Popradu. Przysiółek liczy obecnie ok. 50 domów. Przez Małą Rówień prowadzi główna droga do wsi Wol Krogulecka. W przysiółku znajduje się również Źródełko św. Anny oraz wiele atrakcyjnych szlaków turystycznych.